# Marcel Halstenberg
Marcel Halstenberg (Laatzen, 1991. szeptember 27. –) német válogatott labdarúgó, a Hannover hátvédje.

## Pályafutása

### Klubcsapatban
Fiatalon az SV Germania Grasdorf és a Hannover 96 korosztályos csapataiban szerepelt. 2010. november 22-én debütált a Hannover 96 II csapatában a Holstein Kiel elleni negyedosztályú bajnoki mérkőzésen, a 78. percben váltotta őt Florian Beil. 2011 júliusában átigazolt a Borussia Dortmund II csapatába. Augusztus 6-án mutatkozott be a Kaiserslautern II ellen. 2012. március 28-án megszerezte első gólját az Eintracht Trier ellen. A 33. és a 34. fordulóban 1-1 gólt jegyzett a TuS Koblenz és az SC Verl ellen. A szezon végén megnyerték a bajnokság nyugati csoportját és feljutottak a harmadosztályba. 2013 márciusában bejelentette a St. Pauli, hogy a következő szezontól az ő csapatukban fog szerepelni. Július 19-én debütált új klubjában a TSV 1860 München ellen. 2015. augusztus 31-én aláírt az RB Leipzig csapatába. Szeptember 11-én debütált a Paderborn ellen 2–0-ra megnyert másodosztályú bajnoki mérkőzésen. Egy héttel később a Heidenheim ellen a 36. percben első gólját szerezte meg.
2023. július 19-én a Hannover szerződtette.

### A válogatottban
2017. november 3-án Joachim Löw behívta az angol labdarúgó-válogatott ellen készülő német keretbe. Egy héttel később kezdőként mutatkozott be és végig a pályán maradt a 0–0-s döntetlennel záruló barátságos mérkőzésen. 2021. május 19-én bekerült a 2020-as labdarúgó-Európa-bajnokságra utazó 26 fős német keretbe.

## Statisztika

### Válogatott
2020. október 13-i állapot szerint.
| Válogatott  | Szezon   | Mérkőzés | Gól |
| ----------- | -------- | -------- | --- |
| Németország | 2017     | 1        | 0   |
| Németország | 2018     | 0        | 0   |
| Németország | 2019     | 5        | 1   |
| Németország | 2020     | 2        | 0   |
| Németország | 2021     | 0        | 0   |
| Összesen    | Összesen | 8        | 1   |

### Válogatott góljai
2019. szeptember 9-i állapot szerint.
| #  | Dátum               | Helyszín                              | Ellenfél       | Gólja | Végeredmény | Kiírás                                       |
| -- | ------------------- | ------------------------------------- | -------------- | ----- | ----------- | -------------------------------------------- |
| 1. | 2019. szeptember 9. | Windsor Park, Belfast, Észak-Írország | Észak-Írország | 1–0   | 2–0         | 2020-as labdarúgó-Európa-bajnokság selejtező |

## Sikerei, díjai
Borussia Dortmund II
- Regionalliga West
  - Bajnok: 2011-12

RB Leipzig
- Bundesliga 2
  - Ezüstérmes: 2015–16
- Bundesliga
  - Ezüstérmes: 2016–17, 2020–21
  - Bronzérmes: 2018–19, 2019–20, 2022–23
- Német kupa
  - győztes: 2021–2022, 2022–23
  - döntős: 2018–19, 2020–21